# Trattato di Madrid (1617)

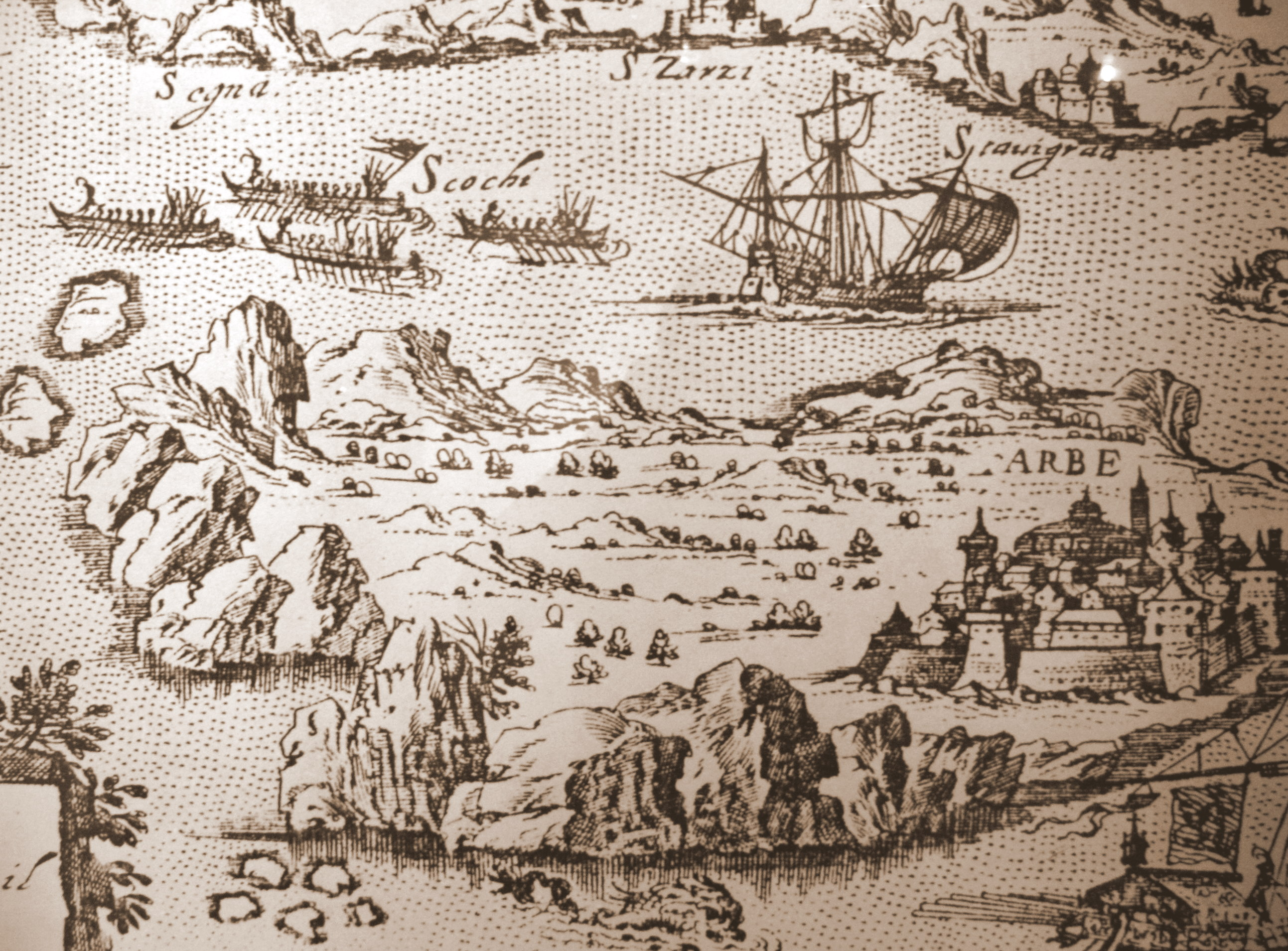
Pirati uscocchi all'inseguimento di una nave

Il trattato di Madrid fu un trattato di pace stipulato tra la Repubblica di Venezia e la monarchia asburgica, che pose fine alla guerra di Gradisca o altresì chiamata guerra degli Uscocchi. La sua conseguenza indiretta fu l'eliminazione della pirateria uscocca nel mare Adriatico.

## Premessa
All'indomani della lunga guerra turca, tra gli Asburgo (appoggiati dalla Repubblica di Venezia) e l'Impero ottomano, un gran numero di rifugiati si stabilì nella zona di Segna sulla frontiera militare tra il Sacro Romano Impero e l'Impero ottomano.
Tali rifugiati si arruolarono nelle truppe Uscocche, un tipo di milizia irregolare che conduceva incursioni transfrontaliere contro gli ottomani. Oltre a tali incursioni gli Uscocchi attaccavano anche le navi in transito per l'Adriatico indistintamente dalla loro provenienza.
Nel 1606, gli ottomani e il Sacro Romano Impero firmarono il trattato di Zitva Torok che proibiva l'attacco transfrontaliero attraverso i due
stati. Nel 1615 tale trattato fu rinnovato, spingendo ancora di più gli Uscocchi a rivolgersi alla pirateria nel mare Adriatico.
Tali incursioni avevano avuto un impatto negativo sugli interessi mercantili della Repubblica di Venezia fin dal 1564, che già mirava ad espandere il suo territorio verso l'Istria asburgica. Venezia reagì assumendo truppe mercenarie nel Regno d'Inghilterra e nella Repubblica olandese, lanciando il blocco dei porti del Sacro Romano Impero nell'Adriatico. 

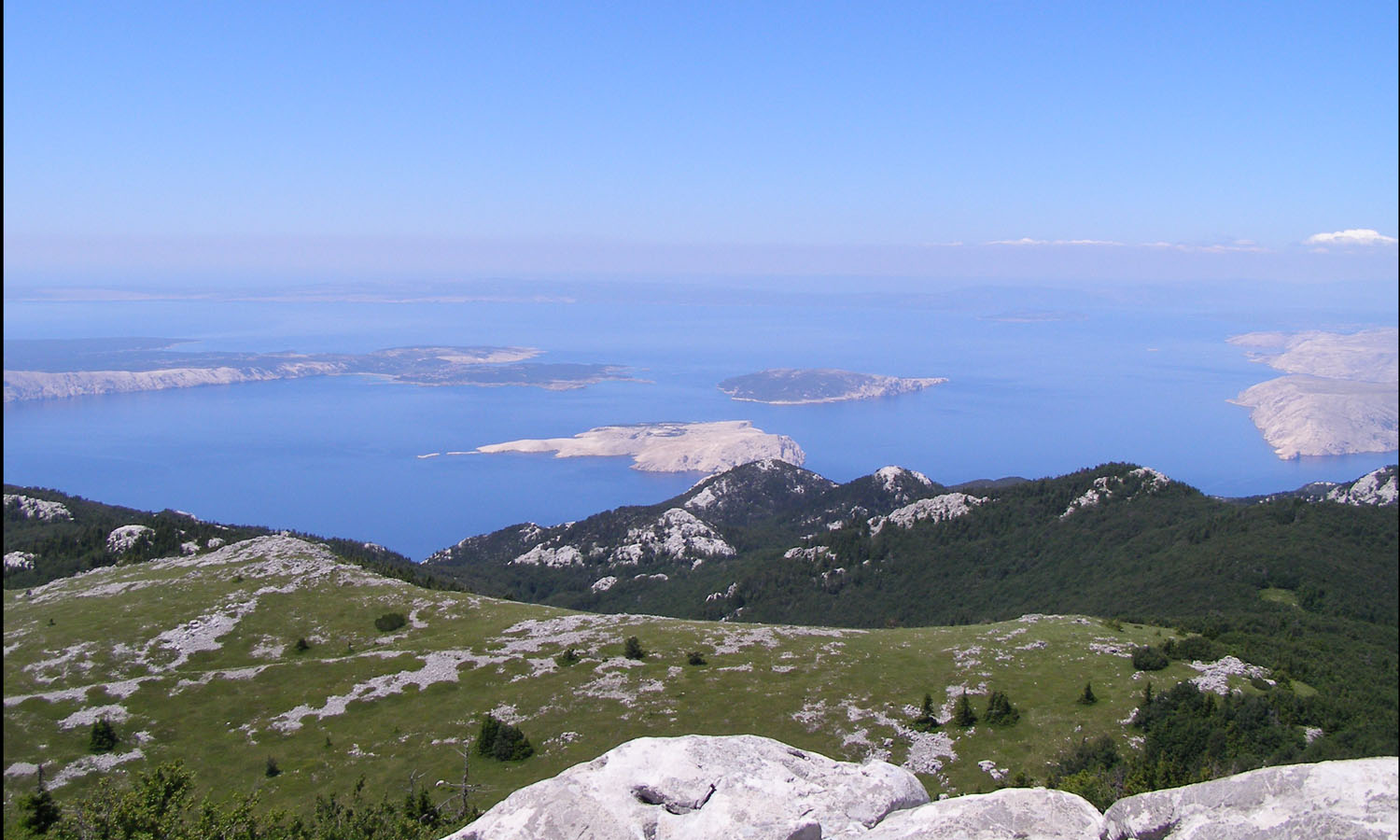
Il canale della Morlacca

Il 20 dicembre 1615, il blocco fu la causa della guerra di Gradisca con un'invasione delle truppe veneziana delle aree costiere. Il viceré spagnolo di Napoli Pedro Téllez-Girón, terzo duca di Osuna, intervenne nel conflitto a fianco degli Asburgo. I veneziani furono però decimati da un'epidemia non riuscendo a sfruttare la loro superiorità numerica. Sebbene i negoziati continuarono durante tutto il conflitto, un accordo fu raggiunto solo nel 1617 con l'aiuto della mediazione spagnola, papale e francese.

## Trattato
Il 26 settembre 1617, il diplomatico imperiale Karl von Harrach divenne cosignatorio del trattato di Madrid insieme agli ambasciatori veneziani Giustinian e Contarini, ponendo fine al conflitto tra i due Stati. I veneziani acconsentirono al ritiro delle loro truppe dai territori imperiali. Gli Asburgo, a loro volta, accettarono di trasferire gli Uscocchi più a nord-est entro il giugno 1618.
Un presidio regolare asburgico doveva essere stabilito a Segna. Il viceré di Napoli rimase in contrasto sia con il trattato che con gli impegni della corona spagnola, continuando unilateralmente la sua campagna marittima. Fu infine arrestato dalle autorità spagnole nel 1620 e condannato per aver cospirato per diventare un sovrano indipendente a Napoli. Le poche famiglie Uscocche a cui fu permesso di rimanere furono attentamente sorvegliate.